# Episodi di Summertime
La prima stagione della serie televisiva Summertime, composta da 8 episodi, è stata realizzata e distribuita dal servizio on demand Netflix il 29 aprile 2020.
La seconda stagione include anche 8 episodi ed è stata rilasciata su Netflix il 3 giugno 2021.

## Stagione 1
| n° | Titolo              | Data di pubblicazione |
| -- | ------------------- | --------------------- |
| 1  | Odio l'estate       | 29 aprile 2020        |
| 2  | Qui abbandonati     | 29 aprile 2020        |
| 3  | Un momento la notte | 29 aprile 2020        |
| 4  | Un po' di pace      | 29 aprile 2020        |
| 5  | Senza te            | 29 aprile 2020        |
| 6  | Noi che restiamo    | 29 aprile 2020        |
| 7  | Don't you cry       | 29 aprile 2020        |
| 8  | Un altro inverno    | 29 aprile 2020        |

## Stagione 2
| n° | Titolo     | Data di pubblicazione |
| -- | ---------- | --------------------- |
| 1  | Episodio 1 | 3 giugno 2021         |
| 2  | Episodio 2 | 3 giugno 2021         |
| 3  | Episodio 3 | 3 giugno 2021         |
| 4  | Episodio 4 | 3 giugno 2021         |
| 5  | Episodio 5 | 3 giugno 2021         |
| 6  | Episodio 6 | 3 giugno 2021         |
| 7  | Episodio 7 | 3 giugno 2021         |
| 8  | Episodio 8 | 3 giugno 2021         |

## Stagione 3
| Episodi | Titolo     | Distribuzione |
| ------- | ---------- | ------------- |
| 1       | Episodio 1 | 4 maggio 2022 |
| 2       | Episodio 2 | 4 maggio 2022 |
| 3       | Episodio 3 | 4 maggio 2022 |
| 4       | Episodio 4 | 4 maggio 2022 |
| 5       | Episodio 5 | 4 maggio 2022 |
| 6       | Episodio 6 | 4 maggio 2022 |
| 7       | Episodio 7 | 4 maggio 2022 |
| 8       | Episodio 8 | 4 maggio 2022 |

## Odio l'estate
- Diretto da: Lorenzo Sportiello
- Scritto da: Enrico Audenino, Mirko Cetrangolo, Francesco Lagi e Anita Rivaroli

### Trama
Delusa dai genitori, Summer va controvoglia a una festa insieme alla sua migliore amica Sofia. Summer s'imbatte in un ragazzo molto sicuro di sé, Ale.

## Qui abbandonati
- Diretto da: Lorenzo Sportiello
- Scritto da: Enrico Audenino, Mirko Cetrangolo, Francesco Lagi e Anita Rivaroli

### Trama
Finita la scuola, Summer è trepidante per l'inizio del lavoro alla reception del Grande Hotel di Cesenatico, e rimane sorpresa quando scopre chi è il nuovo collega.

## Un momento la notte
- Diretto da: Lorenzo Sportiello
- Scritto da: Sofia Assirelli, Enrico Audenino e Francesco Lagi

### Trama
Summer prova imbarazzo in presenza di Edo, sapendo dei suoi sentimenti. Il padre di Ale lo accusa per l'incidente in moto. Sofia dà consigli a Dario su come conquistare le ragazze.

## Un po' di pace
- Diretto da: Lorenzo Sportiello
- Scritto da: Enrico Audenino, Daniela Delle Foglie e Francesco Lagi

### Trama
Ale scompare, facendo preoccupare i suoi cari e Summer. Dario rivela a Sofia il nome della persona di cui è innamorato.

## Senza te
- Diretto da: Francesco Lagi
- Scritto da: Enrico Audenino, Daniela Gambaro e Francesco Lagi

### Trama
Per il diciottesimo compleanno di Summer, Ale ha in mente un gesto romantico e le porta un mazzo di fiori al lavoro. Sofia vorrebbe passare più tempo con la sua migliore amica ed Edo incontra una nuova ragazza al campeggio.

## Noi che restiamo
- Diretto da: Francesco Lagi
- Scritto da: Enrico Audenino, Francesco Lagi e Vanessa Picciarelli

### Trama
Sia Blue e sia Dario rivelano i propri sentimenti alle persone di cui sono innamorati. Edo, Sofia e Dario sentono sempre più distanti Summer e Ale.

## Don't you cry
- Diretto da: Francesco Lagi
- Scritto da: Enrico Audenino, Daniela Gambaro e Francesco Lagi

### Trama
Ale porta Summer a Roma per mostrare la sua casa d'infanzia e a sentire suo padre suonare. Dario incoraggia Sofia a dichiarare il proprio amore.

## Un altro inverno
- Diretto da: Francesco Lagi
- Scritto da: Enrico Audenino, Francesco Lagi e Vanessa Picciarelli

### Trama
Con la fine dell'estate, Ale parla a Summer della sua offerta di lavoro di correre con la moto in Spagna e le chiede se pensa che debba accettarla. Dario decide della sua vita professionale.